# Knauf Insulation
Knauf Insulation produziert und vertreibt Dämmstoffe aus Glas- und Steinwolle, Holzwolle (Heraklith). Die Dämmstoffe des Unternehmens werden im Wohn- und Gewerbebau sowie für industrielle Anwendungen eingesetzt, um die Wärmedämmung, die Schalldämmung und den Brandschutz zu verbessern.
Der Dämmstoffhersteller ist Teil der deutschen, sich in Familienbesitz befindenden Knauf Gruppe, deren Unternehmen überwiegend zur Baustoffbranche zählen. Seit 2006 gehört die Marke Heraklith, die seit 1908 für Holzwolle-Produkte bekannt ist, zur Knauf Insulation GmbH.
Weltweit beschäftigt die Knauf-Insulation-Gruppe rund 6.000 Mitarbeiter in über 40 Ländern und betreibt 28 Werke in 15 Ländern (Stand: April 2023). Die deutschen Produktionsstätten liegen in Simbach am Inn (Unternehmenssitz der deutschen Gesellschaft Knauf Insulation GmbH), Sankt Egidien und Bernburg.

## Firmengeschichte
Knauf Fiber Glas USA entstand 1978 mit dem Kauf des bestehenden Werks in Shelbyville, Indiana, durch die Familie Knauf. 2001 erwarb Knauf das europäische Geschäft der Owens Corning durch ein Joint Venture mit Alcopor, 2002 übernahm Knauf die Firma Alcopor vollständig und gewann dadurch die Mehrheit des europäischen Geschäfts von Owens Corning. Das Unternehmen wurde in Knauf Insulation umbenannt. 2006 übernahm Knauf Insulation die Unternehmen der Heraklith-Gruppe.

## ECOSE Technology
2009 stellte das Unternehmen ECOSE Technology vor, das bis dahin erste formaldehydfreie Bindemittel für Mineralwolle. Anders als herkömmliche Bindemittel basiert es nicht auf Phenol-Formaldehydharz, sondern auf natürlich-organischen Grundstoffen. Noch im selben Jahr wurde es in der gesamten Glaswolle-Produktion eingeführt. Seit der Umstellung sind die Glaswolle-Dämmstoffe des Unternehmens nicht mehr gelb, sondern braun. Die Farbe entsteht bei der Aushärtung des Bindemittels auf natürliche Weise.

## Auszeichnungen und Zertifikate
Das Unternehmen wurde 2009 für ECOSE Technology mit dem Innovationspreis der Fachhandelskooperation Eurobaustoff ausgezeichnet.
Das Unternehmen war das weltweit erste Unternehmen, das mit dem Indoor Air Comfort Gold-Zertifikat von Eurofins ausgezeichnet wurde. Das Siegel, das 2010 für die unbeschichteten Glaswolle-Dämmstoffe des Unternehmens verliehen wurde, zeigt, dass die Produkte sämtliche europäischen Kriterien für die Qualität der Innenraumluft erfüllen.
Die unbeschichteten Glaswolle-Dämmstoffe des Unternehmens, Heraklith-Holzwolleplatten, Tektalan und Heratekta-Mehrschichtplatten für Innenanwendungen, Tiefgaragen und Kellerdecken sowie Supafil-Schüttdämmstoffe tragen den Blauen Engel für Emissionsfreiheit.
Die Holzwolle-Dämmplatten sind PEFC zertifiziert.

## Mitgliedschaften in Deutschland
Knauf Insulation ist Mitglied des Fachverbandes Mineralwolleindustrie e.V., sowie des Bundesverband energieeffiziente Gebäudehülle|Bundesverbands energieeffiziente Gebäudehülle, außerordentliches Mitglied des Fachverbandes Wärmedämm-Verbundsysteme e.V., Gründungsmitglied der Deutschen Unternehmensinitiative Energieeffizienz e.V. und Mitglied der Initiative „Energieeffiziente Gebäude“ des Bundesverbands der Deutschen Industrie e.V.

## Mitgliedschaften in Österreich
Knauf Insulation ist Mitglied der ARGE Qualitätsgruppe Wärmedämmsysteme.